# Gijs Blom
Gijsbrecht Thijmen Matthias Blom (Amsterdã, 2 de janeiro de 1997) é um ator neerlandês.
Entre 2007 e 2009, protagonizou o musical Ciske de Rat. Em 2011. Gijs Blom obteve seu primeiro papel no cinema, no longa-metragem Sonny Boy, de Maria Peeters. Em 2012, ele interpretou pequenos papéis nos filmes "Urfeld" e "Eine Frau verschwindet", este último uma produção alemã. Ele também interpretou o papel principal no filme Jongens, com o personagem Sieger, seu trabalho até então mais conhecido. Em 2014 junto com seus amigos e familiares, produziu um curta-metragem chamado "Escapade", onde interpreta Thijmen, que propositalmente é seu segundo nome. Outros trabalhos notáveis incluem Olivier, no filme Kankerlijers, e Carlo, no filme Nena, de Saskia Diesing. Em 2014, Gijs Blom está no elenco do filme Analgésicos, baseado no livro de Carry Slee. Nesta produção, ele desempenha o personagem Casper. O filme estreou em setembro de 2014.
Gijs Blom é o filho da atriz Marloes van den Heuvel.